# مقبره کندویی

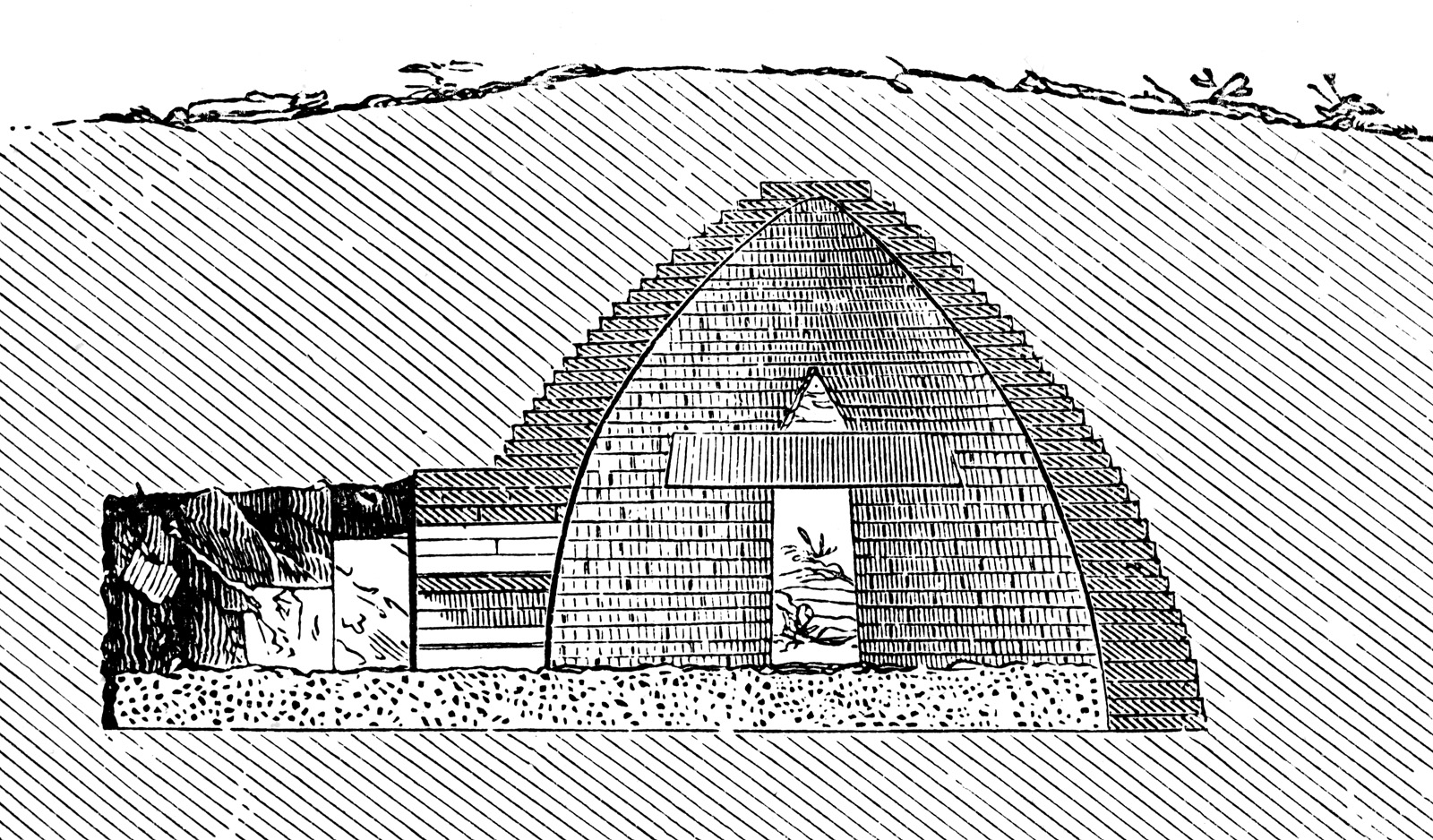
مقطع خزانه آترئوس، یک مقبره کندویی

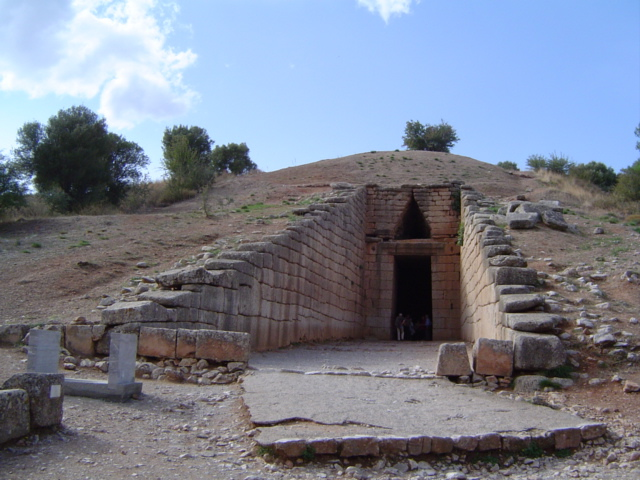
ورودی دروموس به خزانه آترئوس

مقبره کندویی که به عنوان مقبره تولوس نیز شناخته می‌شود (جمع tholoi؛ از یونانی θολωτός τάφος، θολωτοί τάφοι، "قبرهای گنبدی")، یک سازه آرامگاهی است که مشخصه آن گنبد کاذب است که توسط پتکانه ایجاد شده است و با روی هم قرار گرفتن حلقه‌های متوالی کوچکتر از آجرهای گلی یا گاه سنگ‌چینی تکامل می‌یابد. ساختار آن شبیه کندوی زنبور عسل است، از این رو «کندویی» اطلاق می‌شود.
تولوس در چندین فرهنگ در مدیترانه و غرب آسیا برای تدفین استفاده می‌شد، اما در برخی موارد برای اهداف مختلف دیگری مانند خانه‌ها (قبرس)، آیین‌ها (بلغارستان، سوریه) و حتی استحکامات (اسپانیا، ساردینیا) استفاده شد. اگرچه ماکس مالوان از همین نام برای خانه‌های مدور متعلق به فرهنگ نوسنگی تل حلاف (عراق، سوریه و ترکیه) استفاده می‌کرد، اما هیچ رابطه ای بین آنها وجود ندارد.